# Amerikai darázscincér
Az amerikai darázscincér (Neoclytus acuminatus) a cincérfélék családjába tartozó, Észak-Amerikában őshonos, Európába behurcolt, lombos fákon élő bogárfaj. 

## Megjelenése
Az amerikai darázscincér testhossza 7-15 mm. Testalkata karcsú, megnyúlt. Az előtor oldalai ívesek, a nősténynél kerekek; a szárnyfedők oldalvonalai a vállaktól folyamatosan keskenyednek. Alapszíne rozsdavörös, finom, lesimuló sárgásbarna szőrökkel fedett. Alul, az előtor elülső és hátulsó szegélye, valamint a szárnyfedők töve kivételével sötétebb színű. A szárnyfedőkön négy élénksárga harántsáv húzódik keresztbe; a felső peremen a legfelső sáv sárga szőrei ritkásabbak. Az előtor hosszabb, mint amilyen széles, a középvonalban és a korongon is néhány erősen kiemelkedő, ráspolyszerű harántszemcse látható.

## Elterjedése és életmódja
Észak-Amerikában őshonos. A 19. században behurcolták Európába, az Adria északi vidékére. Onnan fokozatosan terjed, Magyarországon az 1980-as években jelent meg, azóta a hegyvidékek kivételével országszerte elterjedt. 
Lárvája különféle lombos fák (kőris, gyertyán, szil, nyár, eperfa, gesztenye, tölgy, juhar, dió, szilva, körte, hárs, fűz, mogyoró, kecskerágó, szőlő, füge, stb) meggyengült, beteg vagy már elhalt vékonyabb törzsében vagy vastagabb ágaiban él. Fejlődése egy-két évig tart. Az imágó április és augusztus között rajzik, többnyire elhalt fatörzseken, ritkábban virágzó bokrokon tartózkodik. 

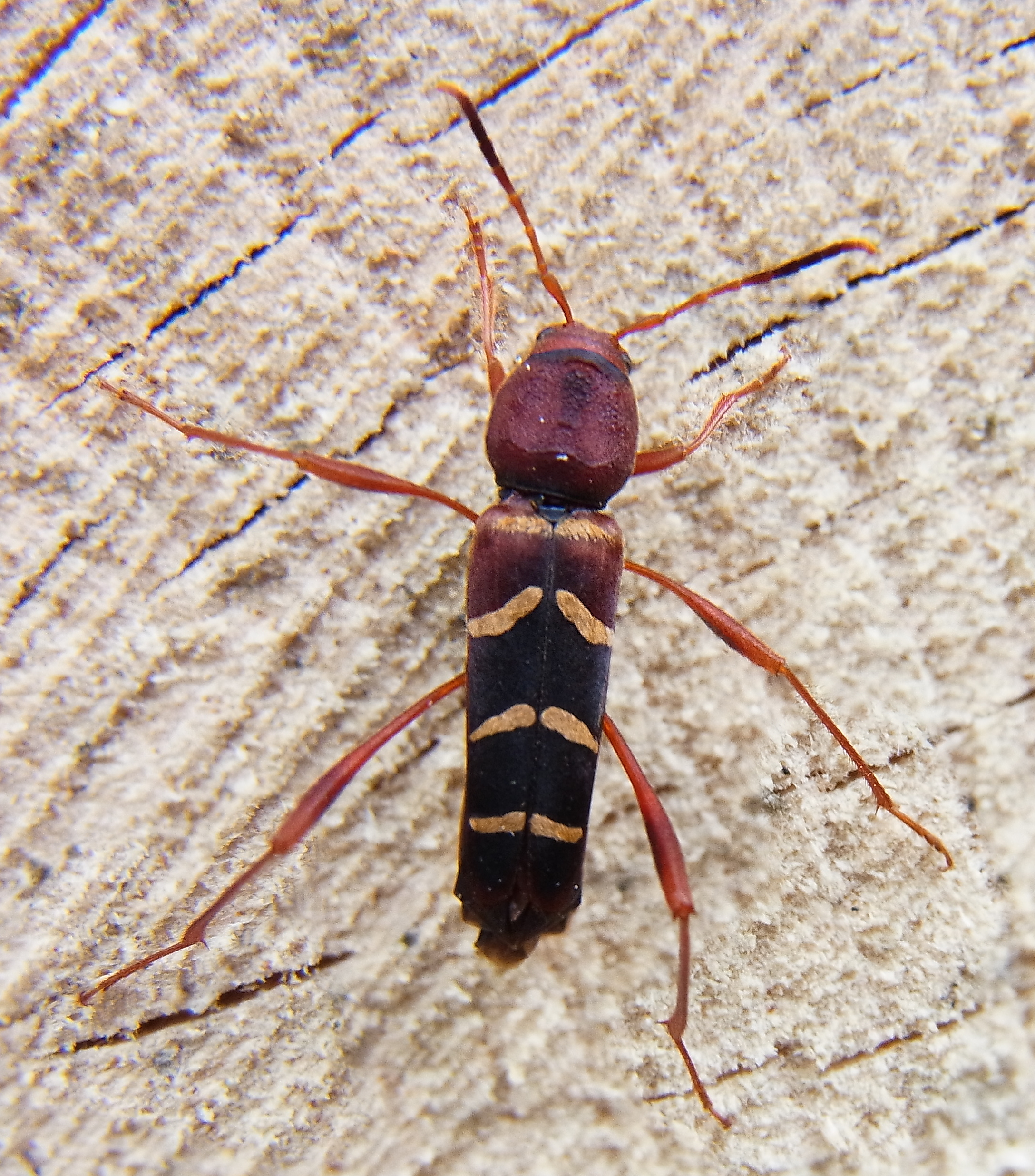
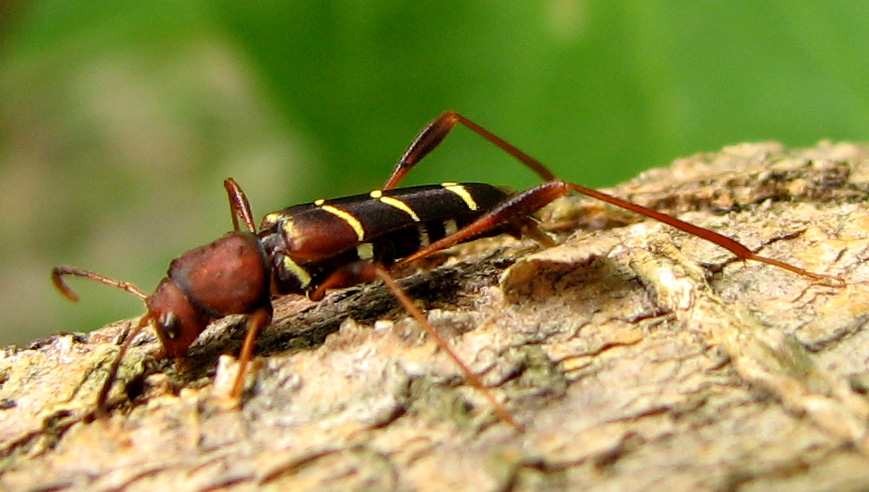
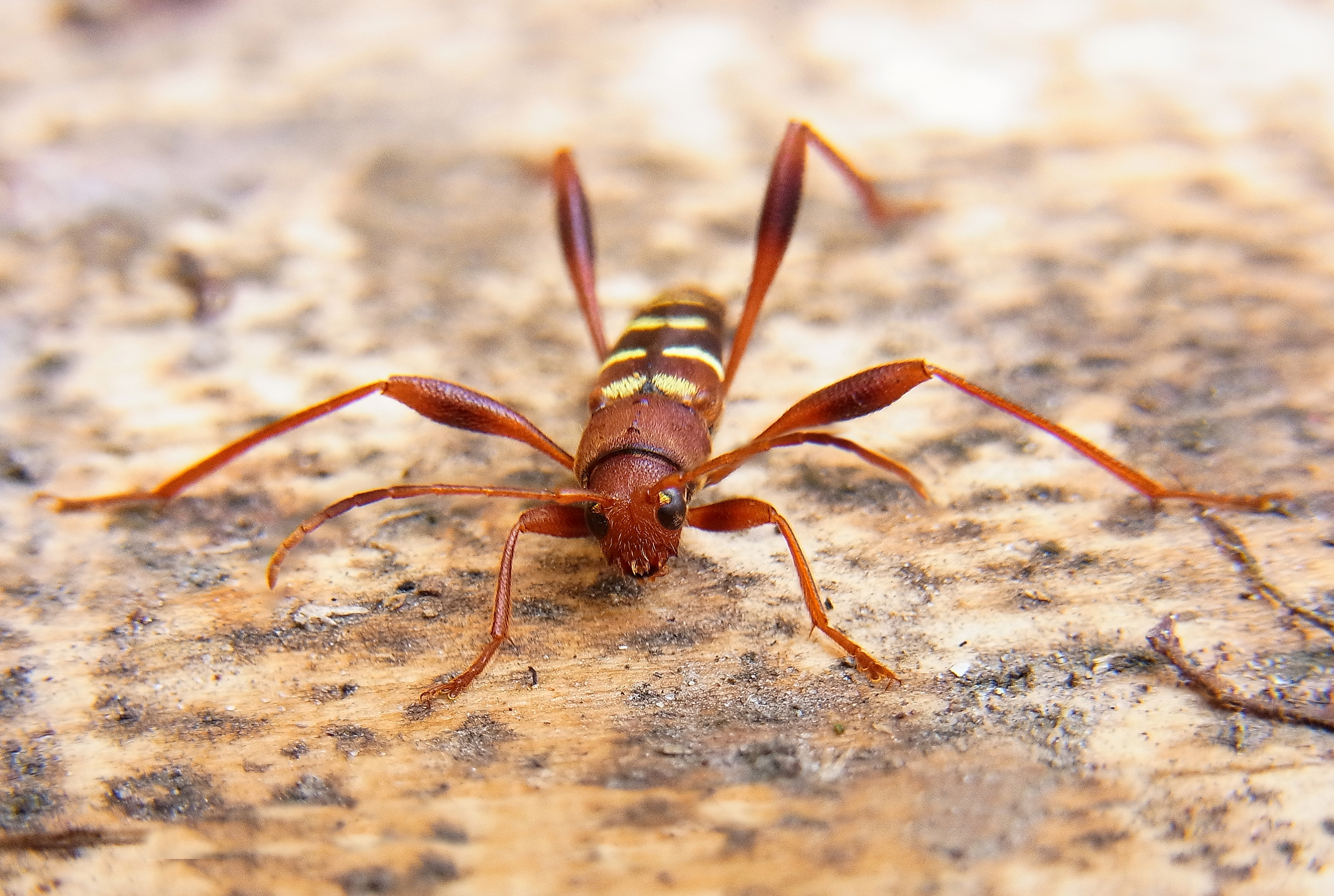
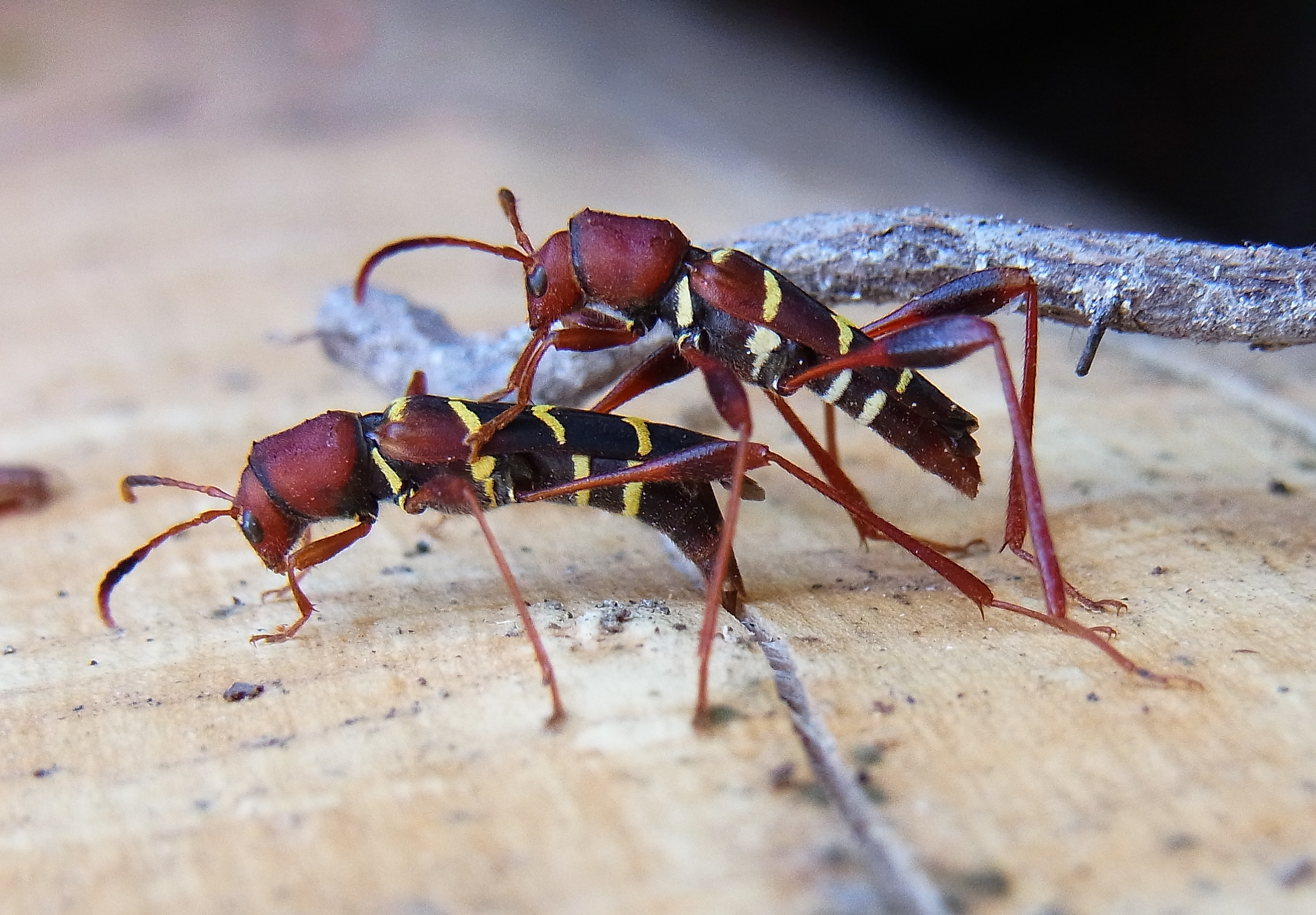
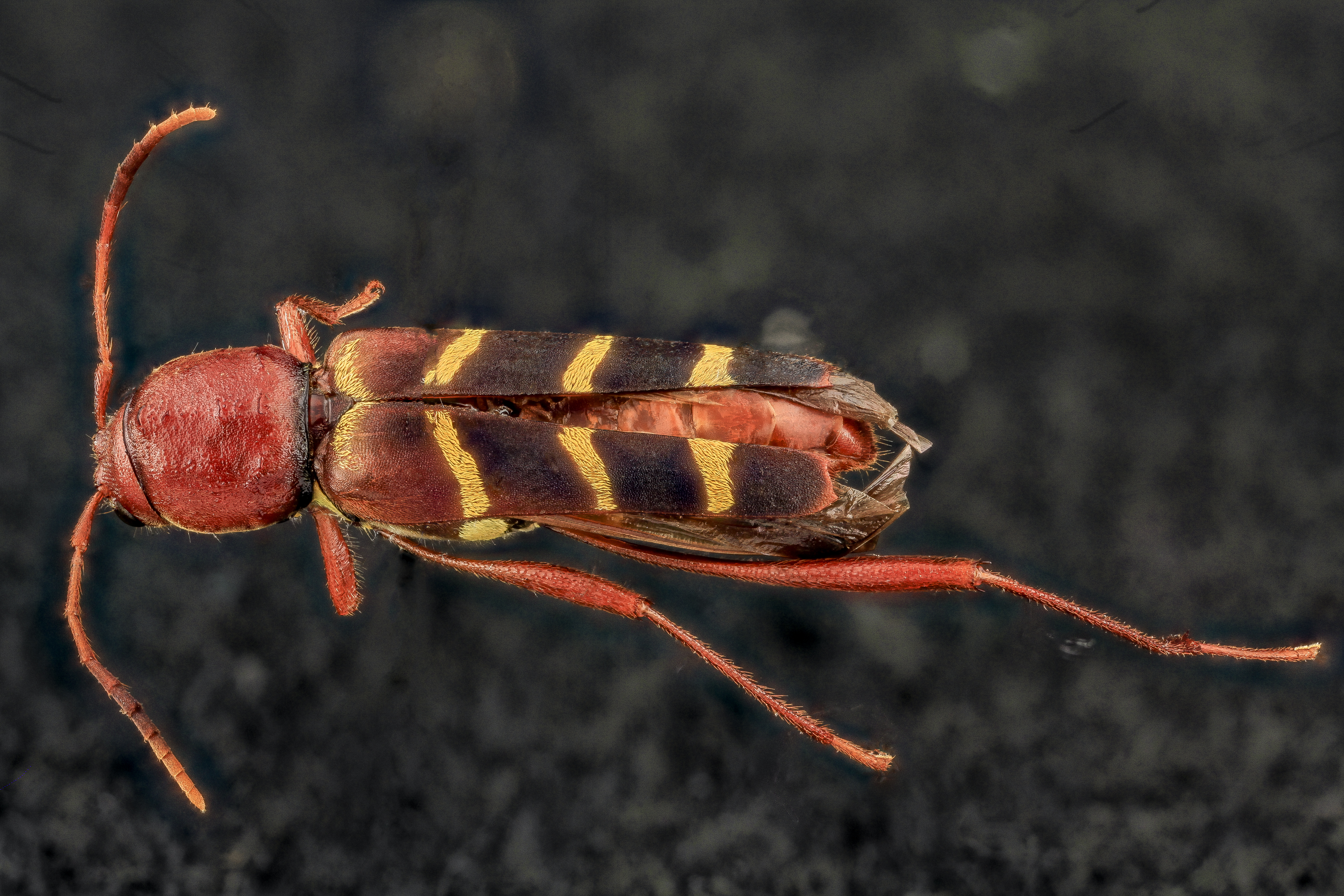

Magyarországon nem védett.